# Бунимович, Юрий Эммануилович
Ю́рий Эммануи́лович Бунимо́вич (1919—1944) — советский лётчик авиации ВМФ, один из самых результативных летчиков-торпедоносцев на Балтийском флоте во время Великой Отечественной войны, Герой Советского Союза (22.01.1944, посмертно). Гвардии капитан (3.11.1943).

## Биография
Родился 13 марта 1919 года в городе Владикавказе, в семье рабочего-железнодорожника. Русский, по другим данным — еврей. Обучался во Владикавказской железнодорожной средней школе № 1 на улице Маркова, д. 26 (сегодня — объект культурного наследия). После школы работал в местном аэроклубе аэрологом-наблюдателем гидрометеорологической службы. Когда кончалось дежурство, вместе с другими шел в учебные классы или на поле, стал летчиком-спортсменом. После смерти отца проживал в Пятигорске, где и окончил аэроклуб.
В ВМФ СССР с ноября 1938 года, по рекомендации райкома комсомола. Окончил Военно-морское авиационное училище имени И. В. Сталина в Ейске в декабре 1940 года. В январе 1941 года прибыл на Краснознамённый Балтийский флот, с марта 1941 года служил младшим лётчиком в 57-м штурмовом авиационном полку ВМФ, летал на бомбардировщике СБ.
С июня 1941 года — участник Великой Отечественной войны. С сентября 1941 года воевал в составе 1-го минно-торпедного авиационного полка ВВС Балтийского флота (в январе 1942 года полк был удостоен гвардейского звания и переименован в 1-й гвардейский минно-торпедный авиационный полк ВВС Балтийского флота) в 3-й Краснознаменной эскадрилье. В этом полку прошёл переподготовку и освоил самолёт-торпедоносец Ил-4. Уже через два месяца стал командиром звена. В боевых вылетах наносил удары по военно-морским базам противника (Хельсинки, Котка, Таллин, Выборг), его опорным пунктам под Ленинградом, участвовал в подавлении огня тяжёлых батарей, обстреливавших блокадный Ленинград. В июне 1942 года открыл свой счет потопленных вражеских кораблей. Большую часть боевых вылетов совершил со штурманом Михаилом Советским — неудачливым лётчиком, в короткий срок передал ему многое из своего богатого боевого опыта, способствовав превращению Михаила в результативного аса-торпедоносца. Был тяжело ранен. 
К концу сентября 1943 года гвардии старший лейтенант Юрий Бунимович совершил 98 боевых вылетов, потопил 6 транспортов общим водоизмещением 38700 тн, танкер, 2 сторожевых корабля, уничтожил несколько самолётов на аэродромах. 3 самолёта противника сбил в воздушных боях. Он стал одним из самых результативных летчиков-торпедоносцев Балтики. Тогда же был представлен к присвоению звания Герой Советского Союза.
Вечером 13 января вылетел на Ил-4 на разведку погоды. Через несколько часов, уже утром 14 января, при возвращении, в условиях плохих метеоусловий, низкой видимости, разбился на окраине своего аэродрома. Весь экипаж: пилот Бунимович Ю. Э., штурман Данилов В. В., стрелок-радист Кудрявцев В. П., воздушный стрелок Подлеонов Д. К. — погибли, самолёт полностью сгорел. 
Всего девять дней не дожил Юрий Бунимович до указа о награждении его высшей наградой Родины.
Указом Президиума Верховного Совета СССР «О присвоении звания Героя Советского Союза офицерскому составу Военно-Морского флота» от 22 января 1944 года за «образцовое выполнение боевых заданий командования на фронте борьбы с немецкими захватчиками и проявленные при этом отвагу и геройство» старшему лейтенанту Юрию Эммануиловичу Бунимовичу присвоено звание Героя Советского Союза посмертно.
Останки экипажа похоронены в братской могиле на Волковском лютеранском кладбище города Ленинграда (ныне — Санкт-Петербург).

## Награды
- Герой Советского Союза (22.02.1944, посмертно)
- Орден Ленина (22.02.1944, посмертно)
- Три ордена Красного Знамени (14.08.1942, 2.10.1943, 23.08.1943)
- Медаль «За оборону Ленинграда» (1943)

## Память
- Именем Героя в 1964 году названа улица в городе Пятигорске Ставропольского края[10].
- 19 февраля 2011 года на доме № 26 по улице Маркова во Владикавказе была установлена мемориальная доска[11][12].
- В Пятигорске имя Героя высечено на пилоне Мемориала Боевой славы в микрорайоне Белая Ромашка (1985) и на стеле у Огня Вечной славы (2005).